# Trouwkleding

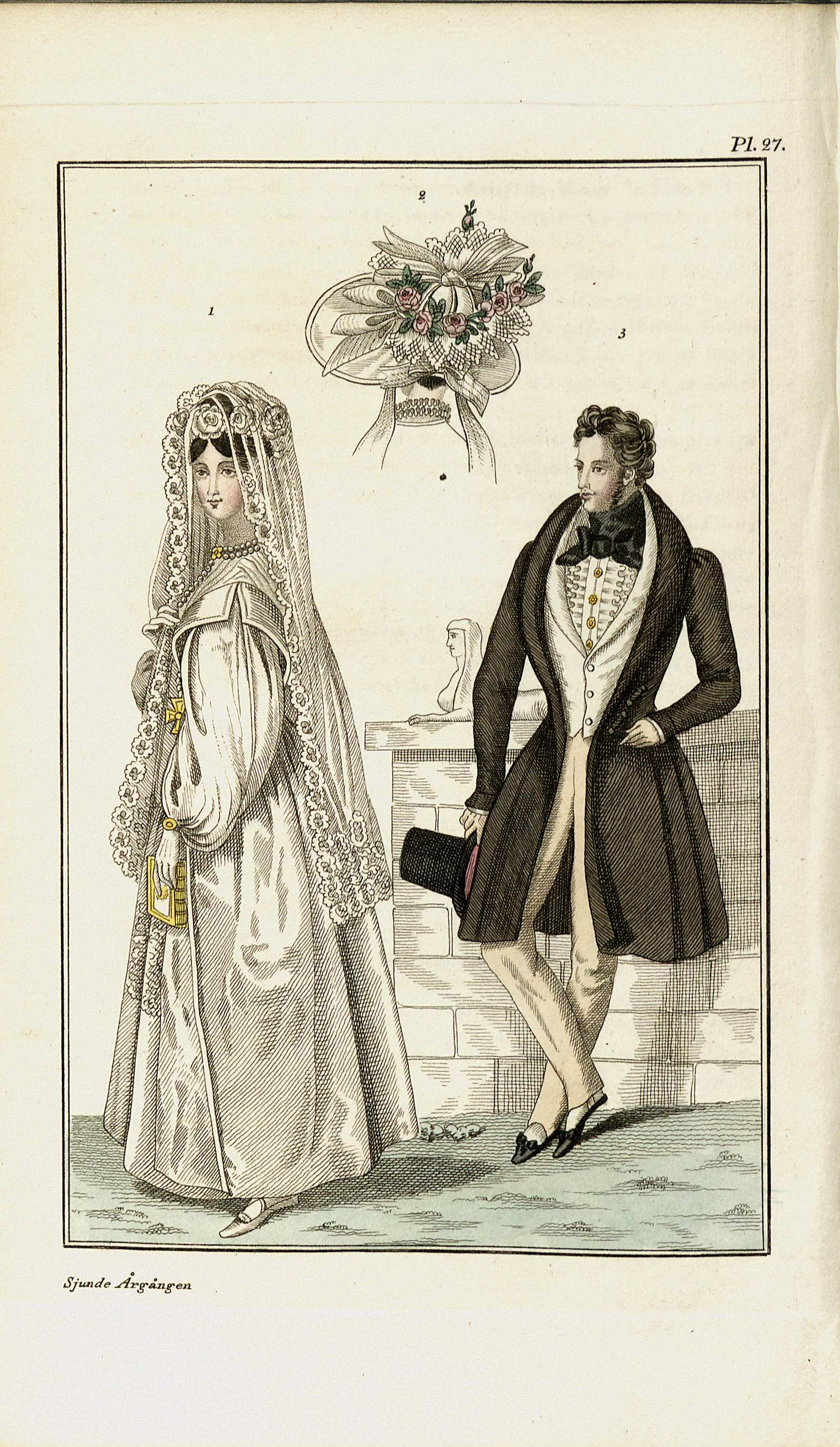
Zweedse trouwkleding, 1830

Trouwkleding is de kleding die een bruidspaar draagt tijdens de huwelijksceremonie en het huwelijksfeest. Dat het bruidspaar bijzondere kleding draagt hoort wereldwijd bij de rituelen rondom het huwelijk. Er is grote variatie in trouwkleding tussen verschillende culturen en religies; binnen een cultuur en binnen religies zijn er vaak weer regionale verschillen en verschillen tussen sociale klassen. Bijna overal zijn er meer voorschriften en tradities rondom de kleding van de bruid dan die van de bruidegom.
In sommige culturen lijkt trouwkleding in niets op de gangbare hedendaagse feestkleding; het gaat dan om kledingtradities die eeuwen oud kunnen zijn en vooral in de trouwkleding nog voortleven. In andere culturen is trouwkleding een versie van 'normale' feestelijke kleding, die door het gebruik van bepaalde kleuren en accessoires het karakter van trouwkleding krijgt.
De witte jurk met sluier werd begin 19e eeuw de standaard trouwkleding van welvarende Europese vrouwen uit de hogere klassen. Door kolonialisme en globalisering werd de witte bruidsjurk in de loop van de twintigste eeuw een wereldwijd fenomeen dat oudere lokale tradities soms verdrong. In veel niet-westerse landen is er in de 21e eeuw echter sprake van een groeiende belangstelling voor de eigen tradities rondom trouwkleding.

## Inleiding
Het huwelijk als instelling komt in nagenoeg alle culturen en samenlevingen voor. Verreweg de meeste daarvan kennen rituelen, ceremonies en feestelijkheden rondom het sluiten van een huwelijk (de bruiloft); tradities met betrekking tot de kleding van het bruidspaar horen daarbij. Hierop zijn wel uitzonderingen: de in Alaska levende Inupiaq kenden geen ceremoniële bruiloft, en dus ook geen trouwkleding, totdat zij in de 19e eeuw in contact kwamen met Europeanen.
Er is een grote variatie in trouwkleding tussen verschillende culturen, en binnen die culturen weer tussen verschillende klassen, regio’s en groepen. Meestal zijn er binnen een cultuur meer tradities en voorschriften rondom de kleding van de bruid dan die van de bruidegom. Tradities en gebruiken kunnen in de loop der tijd veranderen. Deze veranderingen weerspiegelen technologische, sociale en economische ontwikkelingen in de samenleving, maar ook veranderende opvattingen over het huwelijk. Kolonialisme, de emancipatie van de vrouw, de ontwikkeling van kunstvezels en globalisering hebben ieder op hun manier impact gehad op trouwkleding.

## Karakteristieken

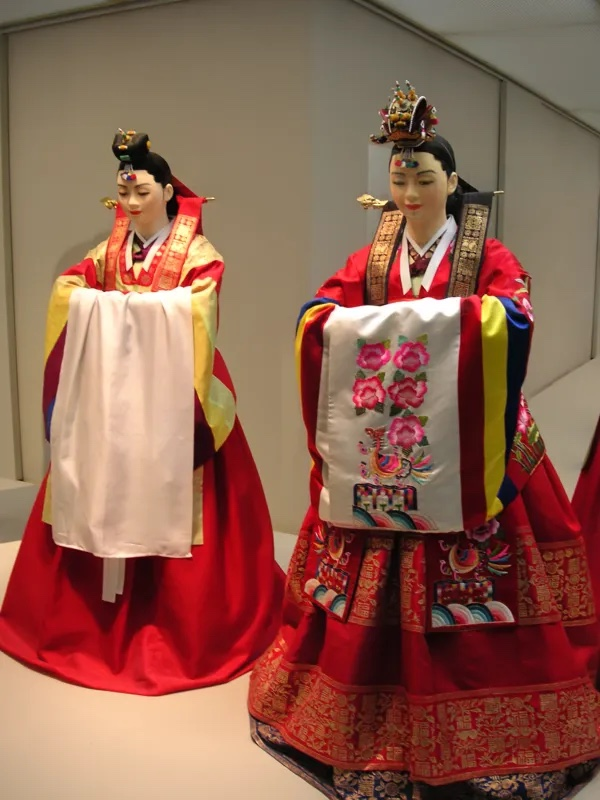
Traditionele Koreaanse bruidskleding

In sommige culturen verwijst de trouwkleding naar (zeer) oude tradities en lijkt weinig op de kleren die normaliter bij feestelijke of plechtige gelegenheden worden gedragen.  Zulke trouwkleding kan zeer complex zijn. De traditionele Koreaanse Hanbok bruidskleding bestaat bijvoorbeeld uit verschillende soorten ondergoed, een aantal onderrokken met daarover een rode rok, drie gele of groene jasjes en een groene of rode mantel.
In andere culturen, waaronder de westerse, is trouwkleding een bijzondere versie van gangbare feestelijke of chique kleding. De moderne westerse bruidsjurk is qua model meestal een vrij normale avond- of baljapon, die door gebruik van de kleur wit, het verwerken van kant en tule, en door bepaalde accessoires (b.v. een sluier) het karakter van een bruidsjurk krijgt. Het trouwpak van de meeste bruidegommen is een normaal net pak. De westerse trouwkleding verandert ook mee met de mode. Toch is het ook in de westerse cultuur in de 21 eeuw in de hogere sociale klassen niet ongebruikelijk dat de bruidegom een jacquet draagt, een kostuum dat halverwege de negentiende eeuw voor mannen gebruikelijk was.
Hoewel de trouwkleding van verschillende culturen sterk van elkaar verschilt, zijn er ook overeenkomsten: trouwkleding bevat overal ter wereld elementen die tot doel hebben om het boze oog af te weren (bijvoorbeeld de blauwe kraal die nog steeds aan Griekse bruidsjurken wordt bevestigd), het gezicht van de bruid - en soms ook van de bruidegom - wordt door sluiers verborgen, en er wordt in accessoires en patronen gebruik gemaakt van vruchtbaarheidssymbolen.
Er is wereldwijd geen standaardkleur voor trouwkleding, al komen wit en rood regelmatig voor. In het westen wordt de kleur wit voor bruidskleding geassocieerd met zuiverheid en maagdelijkheid. Het gebruik van witte kleding bij belangrijke overgangsrites is echter al ouder dan de witte bruidsjurk; ook doopkleding is van oudsher wit. In Nederlandse klederdrachten, zoals die van Volendam, is de bruidskleding echter niet wit, maar juist kleuriger dan de dagelijkse dracht.

## Kleding voor verschillende onderdelen van de huwelijksplechtigheden
Met trouwkleding worden meestal de kleren bedoeld die het bruidspaar tijdens de religieuze of burgerlijke huwelijksceremonie draagt. Het is echter niet ongebruikelijk dat een bruidspaar - en zeker de bruid - voor de verschillende ceremonies en feestelijke bijeenkomsten die bij de bruiloft horen ook verschillende sets kleding heeft. Dit is zeker het geval als de bruiloft meerdere dagen duurt. Op het Nederlandse eiland Marken duurde het hele huwelijksritueel 14 dagen en omvatte een aantal ceremonies. Bij elke ceremonie hoorde zowel voor bruidegom als bruid een ander kostuum; zo was er bijvoorbeeld een speciaal kostuum voor de ceremonie van het 'aantekenen' (de ondertrouw).
Het wisselen van kleding heeft soms een symbolische betekenis. In de Indiase deelstaat Gujarat draagt de bruid eerst een panetarsari (een witte sari van zijde met een rode rand). Dit is het laatste kledingstuk dat ze van haar ouders krijgt. Tijdens de huwelijksceremonie krijgt ze van haar schoonmoeder een rijkversierde geblokdrukte gharcolasari als teken dat haar schoonfamilie nu voor haar zorgt; deze sari heeft als basiskleur rood met witte details.
Tijdens Japanse bruiloften kan de bruid zich een aantal keer verkleden voor verschillende ceremonies en de receptie. Zij draagt dan achtereenvolgens een witte bruidskimono of witte bruidsjurk, een gekleurde bruidskimono en een gekleurde avondjurk. Dit verwijst naar een oudere Japanse traditie waarbij de bruid de eerste en tweede dag van de huwelijksplechtigheden wit droeg, en de derde dag kleur.
In de westerse traditie hoorde behalve de bruidsjurk ook een avondjurk en een reiskostuum tot de trouwkleding voor de rijkere bruid. De bruidsjurk werd gedragen in de kerk, de avondjurk tijdens de feestelijkheden na de ceremonie, en het reiskostuum bij het vertrek op huwelijksreis (in Groot-Brittannië spreekt men van de 'going away dress'). Tot in de 19e eeuw vond men de jurk waarin de bruid zich na het huwelijk voor het eerst als getrouwde vrouw aan de wereld presenteerde belangrijker dan de jurk die zie in de kerk droeg. Ook in de 21e eeuw is het niet ongebruikelijk om voor burgerlijk huwelijk en kerkelijke inzegening verschillende kleding te dragen, zeker als beide plechtigheden niet op dezelfde dag plaatsvinden.

## Rol en functie van trouwkleding

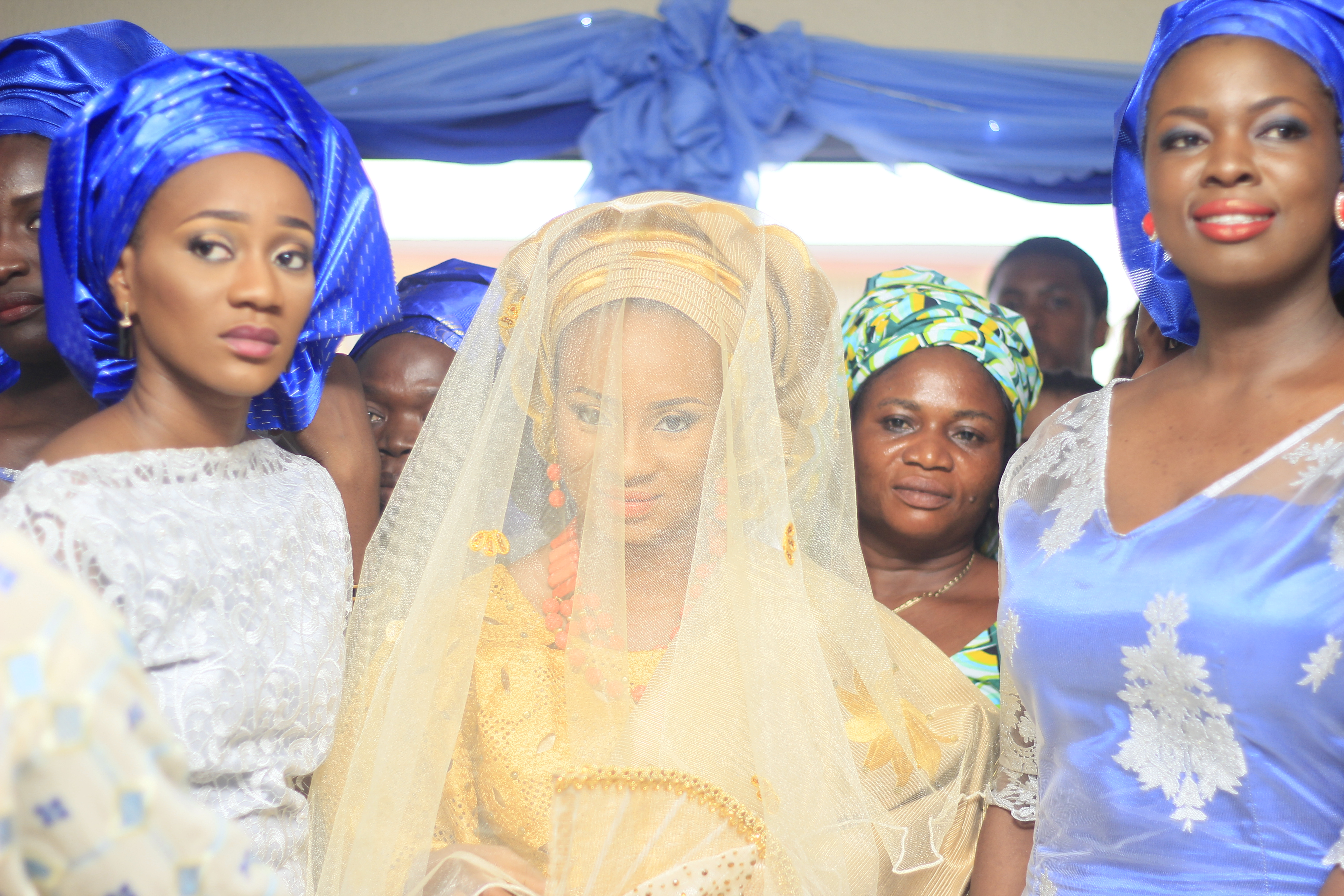
Gesluierde Yoruba bruid tijdens een bruiloft in Nigeria

Bijna alle kleding zegt iets over de culturele achtergrond en sociale positie van de drager. Trouwkleding wordt gedragen op een moment dat belangrijk is binnen een familie, en dat ook breder binnen de samenleving de aandacht trekt. Via trouwkleding kan men prestige, rijkdom en status bevestigen, als individu en als familie. De kleding van de bruid en haar sieraden zijn soms onderdeel van de bruidsschat of de bruidsprijs; zij laat met haar kleding en accessoires de status en rijkdom van haar familie of schoonfamilie aan de wereld zien. Door te zorgen dat de trouwkleding aan alle traditionele eisen voldoet, kan men ook aantonen dat men weet hoe het hoort. Daarnaast heeft trouwkleding ook de hele praktische functie dat het bruidspaar, en vooral de bruid, te onderscheiden is van de andere gasten op een bruiloft.
Onderdelen van de trouwkleding kunnen ook een rol spelen in de ceremoniën rond het huwelijk. In de Andes is uitwisseling van kleding tussen bruid en bruidegom een onderdeel van het ritueel. De bruidegom doet een sandaal van alpacahaar aan de voet van zijn bruid als ze maagd is; als ze dat niet is is het een sandaal van grasvezels. Op haar beurt geeft de bruid zodra ze in het huis van schoonfamilie is aangekomen aan de bruidegom een door haar gemaakte tuniek en hoofdband; hij doet die direct aan. Een wereldwijd bekend bruiloftsritueel rondom kleding is het verwijderen van de sluier. In veel culturen is de bruid gesluierd en in sommige gevallen de bruidegom ook. Het verwijderen van de sluier gebeurt doorgaans pas als het huwelijk is voltrokken.
Tot in de 18e eeuw was het onder andere in Engeland gebruikelijk dat de bruidsjonkers de kousenbanden van de bruid verwijderden. In de 21e eeuw is er nog steeds een moderne versie van dit ritueel waarbij de bruidegom - al dan niet met zijn tanden - de kousenband van zijn bruid losmaakt. De bruidegom gooit de kousenband dan naar zijn vrijgezelle vrienden; degene die hem vangt zal als volgende trouwen. Eenzelfde ritueel bestaat er rondom het bruidsboeket, dat de bruid opgooit voor haar ongetrouwde vriendinnen.

## Genderrollen

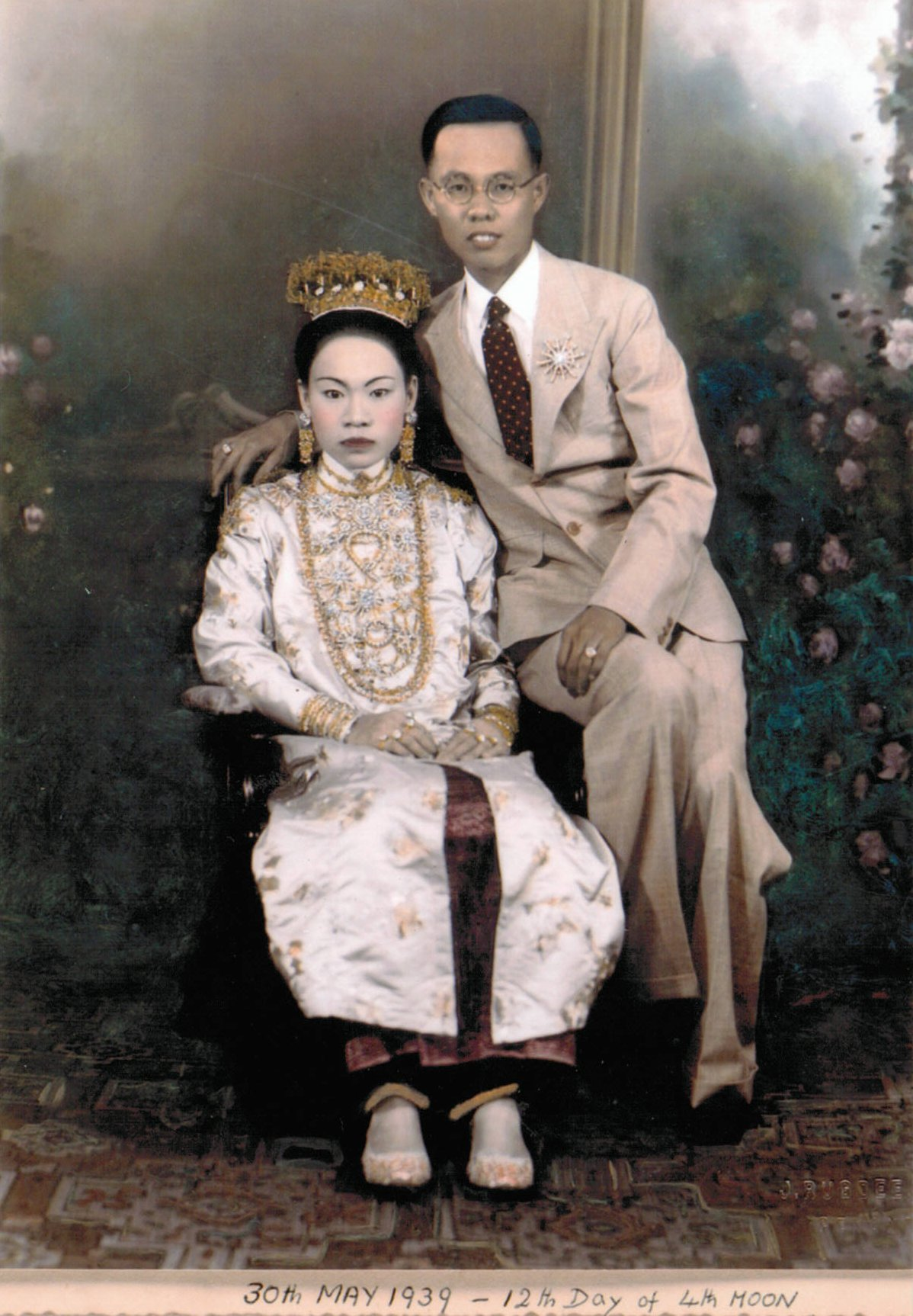
Bruid en bruidegom in Singapore, 1939

In de meeste culturen zijn er meer voorschriften en regels rondom de trouwkleding van vrouwen dan die van mannen. Ook is de kleding van de bruid vaak complexer en rijker versierd dan die van de bruidegom. Dit heeft te maken met het feit dat het huwelijk traditioneel voor vrouwen een grotere verandering in maatschappelijke rol en positie betekende dan voor mannen. De sociale druk op bruiden om zich gepast te kleden was en is doorgaans groot. Een voorbeeld hiervan is het feit dat tot ver in de 20e eeuw veel vrouwen in het westen voor hun bruidsjurk geen andere kleur dan wit durfden te kiezen omdat dat tot roddels zou kunnen leiden: in de westerse traditie wordt de witte bruidsjurk geassocieerd met maagdelijkheid. Vrouwen blijven in allerlei culturen ook langer de traditionele trouwkleding dragen dan mannen.
Maar ook mannen hebben bij het huwelijk te maken met hun genderrol. In de klederdracht van Staphorst droeg de bruidegom tijdens het huwelijk twee zilveren broeksknopen die een afbeelding dragen van Jozef, die de verleidingskunsten van de vrouw van Potifar ontvlucht. De knopen zijn een waarschuwing voor de jonge bruidegom om deze verleidingen te weerstaan.
In veel culturen zijn er rituelen rondom de kleding van de bruid die de overgang van meisje naar getrouwde vrouw symboliseren. Vaak dragen vrouwen tijdens de bruiloft voor het eerst een bepaald kledingstuk dat in hun samenleving alleen door getrouwde vrouwen wordt gedragen. In Slavische landen is dit bijvoorbeeld een hoofdkapje; dit wordt de bruid aan het eind van de bruiloft door een oudere vrouw opgezet. Bij Berber-bruiloften is het aankleden van de bruid door oudere vrouwen een belangrijk ritueel. De bruid wordt zo als het ware klaargemaakt voor haar nieuwe rol.
Soms wordt van de bruid verwacht dat ze de in haar bruidskleding gebruikte stoffen zelf weeft, of in ieder geval haar kleding zelf maakt. Jonge vrouwen werken soms vele jaren aan dit deel van hun uitzet. In samenlevingen waar het maken en bewerken van textiel belangrijk is, laat de bruid zo zien dat ze een waardevolle aanvulling zal zijn voor de familie waarvan ze deel gaat uitmaken.

## Na de bruiloft
Of trouwkleding na de bruiloft nog een functie heeft, hangt er met name vanaf of de kleding lijkt op de kleding die in het normale leven wordt gedragen. Tot in de 20e eeuw gingen de meeste vrouwen in het westen - of ze nu rijk waren of niet - er vanuit dat ze hun trouwjurk zouden blijven dragen; door deze te verven of te vermaken was er zonder al te veel moeite een jurk voor formele of feestelijke gelegenheden van te maken. De jurk was te kostbaar om maar één keer te dragen; pas met de opkomst van confectiekleding kwam hierin verandering. Daarnaast was er een traditie om uit de (sleep van de) bruidsjurk een doopjurk te maken, of de sluier te gebruiken als gordijn voor een wiegje.
In andere culturen houdt de bruidskleding na het huwelijk een specifieke functie. De sari die een bruid uit Gujarat tijdens de bruiloft van haar schoonfamilie krijgt, zal ze bij elke volgende bruiloft in de familie dragen. Als een getrouwde vrouw sterft terwijl haar man nog leeft zal ze in die sari worden gecremeerd; als weduwe mag ze haar bruidssari echter nooit meer dragen. Bij de Swazi draagt de pasgetrouwde vrouw als teken van respect haar trouwkleding als ze een bezoek brengt aan haar schoonfamilie.

## Traditie en modernisering

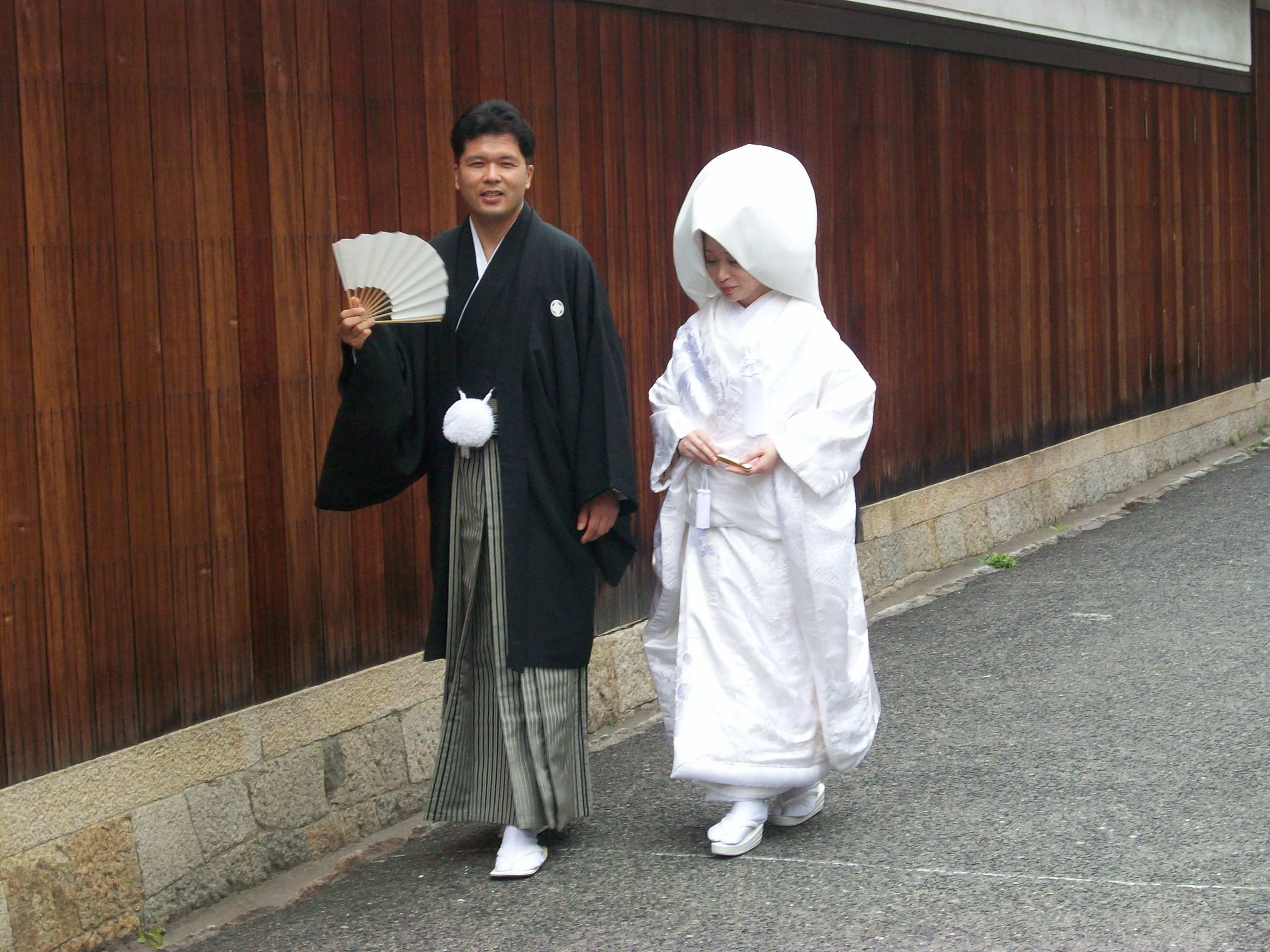
Japans bruidspaar

Kolonialisme en globalisering hebben overal ter wereld lokale tradities onder druk gezet of verdrongen. Dit fenomeen speelt ook bij trouwkleding. In grote delen van de wereld heeft de traditionele trouwkleding in de 20e eeuw concurrentie gekregen van de westerse variant: een witte bruidsjurk voor vrouwen en een donker pak voor mannen. De witte jurk met sluier was begin 19e eeuw de trouwkleding van welvarende Europese vrouwen uit de hogere klassen. Door globalisering van de mode en de groeiende invloed van de media werd de witte bruidsjurk in de loop van de twintigste eeuw een wereldwijd fenomeen dat oudere tradities verdrongen heeft.
Rond de millenniumwisseling ontstond er echter in veel landen weer belangstelling voor de eigen tradities rond trouwkleding, vooral onder hoogopgeleiden; een voorbeeld hiervan is de Hanfu-beweging in China. Soms werd zelfs 'traditionele' trouwkleding geïntroduceerd waar die eerst niet bestond. Tot de standaard kledij van de Alaskaanse Inupiaq hoort de parka van bont; zij kenden echter geen traditionele bruidskleding. Onder invloed van de westerse cultuur gingen Inupiaqbruiden in de 19e eeuw witte bruidsjurken dragen. Begin 21e eeuw ontstond bij de Inupiaq de behoefte om in de eigen traditionele dracht te kunnen trouwen en werden er voor het eerst bruidsparka’s gedragen, gemaakt van wit satijn en met kant versierd.
Bruidsparen vinden vaak een compromis tussen de eigen tradities en de moderne tijd. In Japan is het niet ongebruikelijk dat een bruidspaar bij de huwelijkssluiting kimono’s draagt, maar tijdens de rest van de ceremonie westerse avondkleding. Het compromis kan ook bestaan uit het vervangen van traditionele materialen en technieken door moderne tegenhangers. Stoffen worden niet meer zelf geweven maar gekocht; zijde, bont en suède worden vervangen door kunstvezels.
Ook bij emigrantengroepen wordt er een combinatie gemaakt van de gewoonten van het land van herkomst en het land waar men zich nu bevindt. Tradities worden aangepast. Bij Slavische immigrantengemeenschappen in Chicago verdween het traditionele ritueel dat de bruid aan het eind van de bruiloft voor het eerst het hoofdkapje opgezet krijgt dat in Centraal-Europa door getrouwde vrouwen werd gedragen. Omdat getrouwde vrouwen in Amerika dergelijke kapjes niet droegen was het ritueel zinloos geworden. In plaats daarvan kreeg de bruid een schort omgebonden.

## Trouwkleding in West-Europa
Bij formele westerse trouwkleding wordt meestal gedacht aan de witte bruidsjurk met sluier en sleep voor vrouwen, en jacquet of rokkostuum voor mannen. Beiden dateren uit de 19e eeuw. Daarvoor droeg men in elke sociale klasse bij een bruiloft de beste kleren die men had. Indien mogelijk was die kleding luxe en van hoge kwaliteit: wie het zich kon veroorloven droeg bont, edelstenen en zijde doorweven met goud- en zilverdraad.

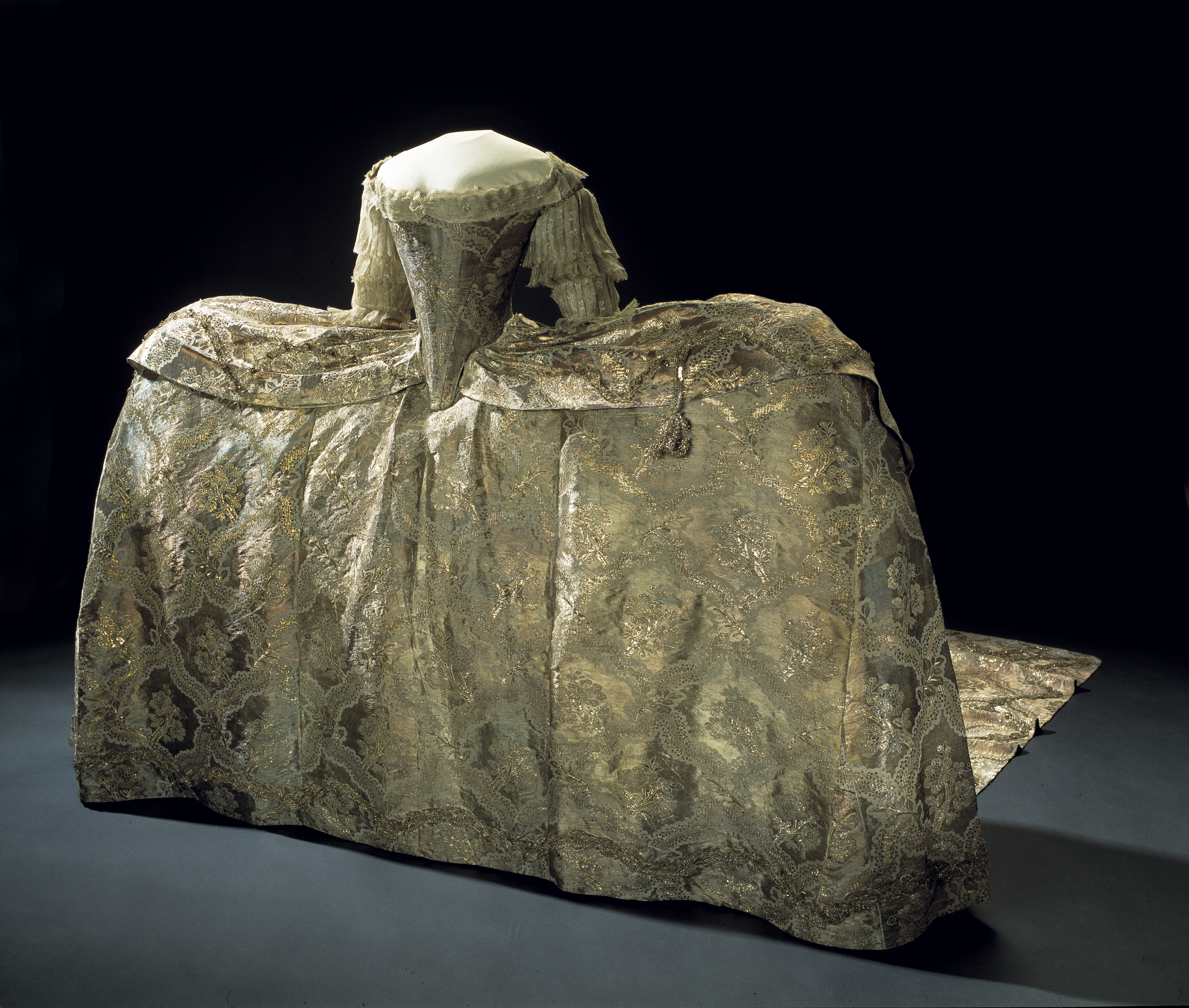
Trouwkleding van Sophia Magdalena van Denemarken en Gustaaf III van Zweden (1766)

### Bruid
Wit was in de hogere klassen altijd al een veelvoorkomende kleur voor een bruidsjurk, maar ook zilver en blauw waren populair. Eind 18e eeuw werd wit van lieverlee steeds meer dé kleur voor bruidskleding. Andere kleuren - met name zilver - en stoffen met bedrukte, ingeweven of geborduurde patronen bleven echter ook populair. Wit werd geassocieerd met onschuld, zuiverheid en maagdelijkheid; daarnaast was het dragen van wit ook een statussymbool omdat witte kleding veel gewassen moest worden, wat tijd en geld kostte. Rijke vrouwen droegen bruidsjurken van witte zijde; later werd ook mousseline gebruikt. Minder welgestelde vrouwen bleven gekleurde bruidsjurken dragen, van minder kostbare en kwetsbare stoffen als wol en katoen.
De bruiloft van de Britse koningin Victoria in 1840 had veel invloed op de ontwikkeling van de bruidsmode. Zij koos bewust voor een eenvoudige witte bruidsjurk in plaats van indrukwekkende luxe. Omdat Victoria bij haar bruidsjurk een sluier droeg, werd ook dit de standaard voor bruiden in Engeland en ver daarbuiten. De kleur wit én de sluier waren alleen gepast als een vrouw voor de eerste keer trouwde; bij een tweede huwelijk was een blauwe jurk gebruikelijk. In sommige streng protestante gemeenschappen bleef het de gewoonte om in het zwart te trouwen.
In de loop van de 19e eeuw werd de sluier steeds belangrijker als onderdeel van de bruidskleding; meer nog dan de kleur wit was het de sluier die van een jurk een trouwjurk maakte. Bruiden die zich geen witte jurk konden veroorloven droegen een witte sluier bij hun donkere jurk. Chique bruidsjurken hadden altijd al een sleep; behalve toen de hoepelrok in de mode was. Lange tijd was het ook gebruikelijk dat de bruid handschoenen droeg. De ringvinger daarvan was losgeknipt zodat ze bij het wisselen van de ringen niet de hele handschoen uit hoefde te doen. Het bleef lang de bedoeling dat de bruidsjurk ook na het huwelijk nog gedragen zou kunnen worden. Soms was de jurk zo ontworpen dat de sleep en de mouwen makkelijk verwijderd konden worden; zo was van de bruidsjurk vrij simpel een baljurk te maken.

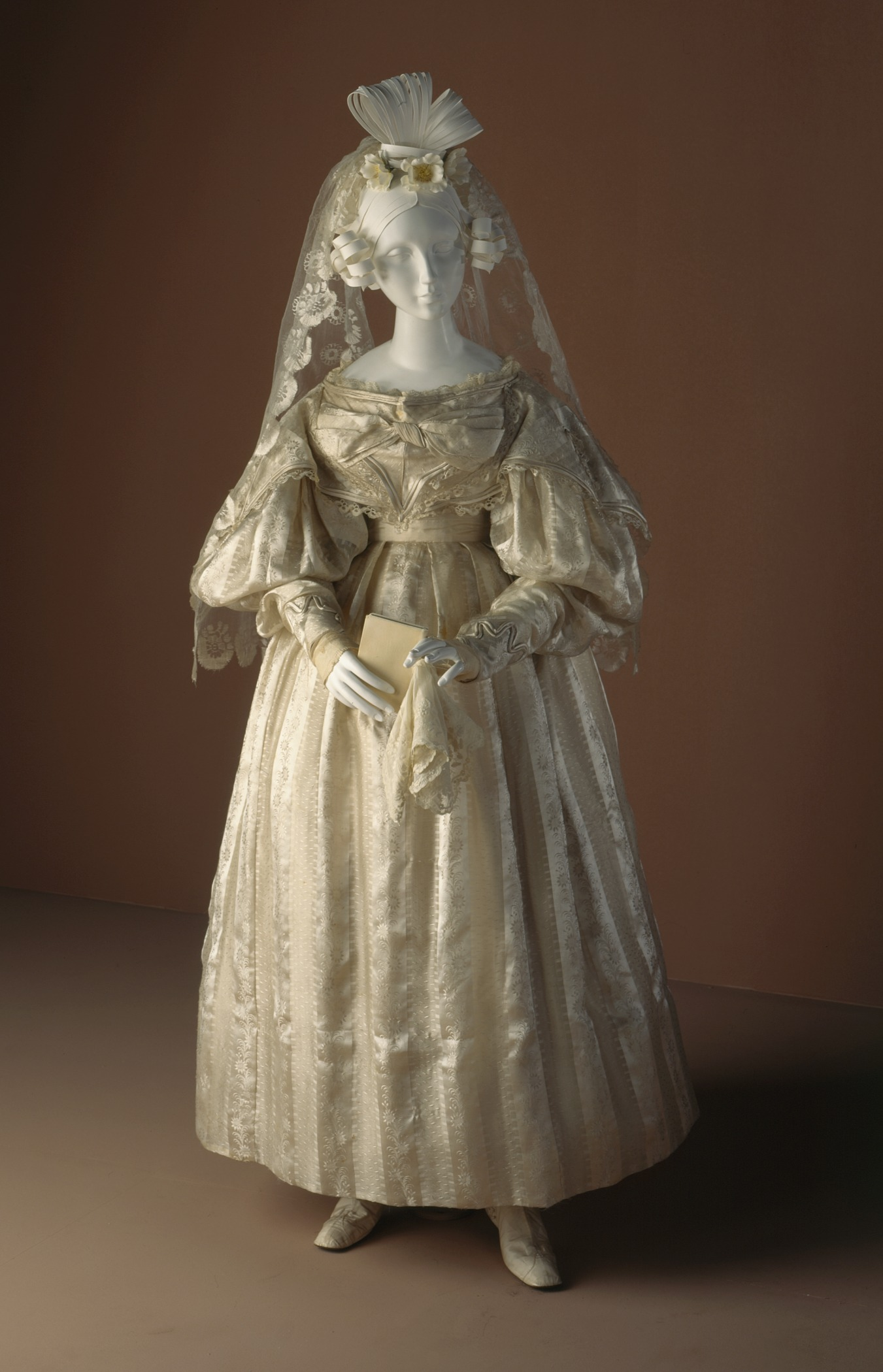
1830
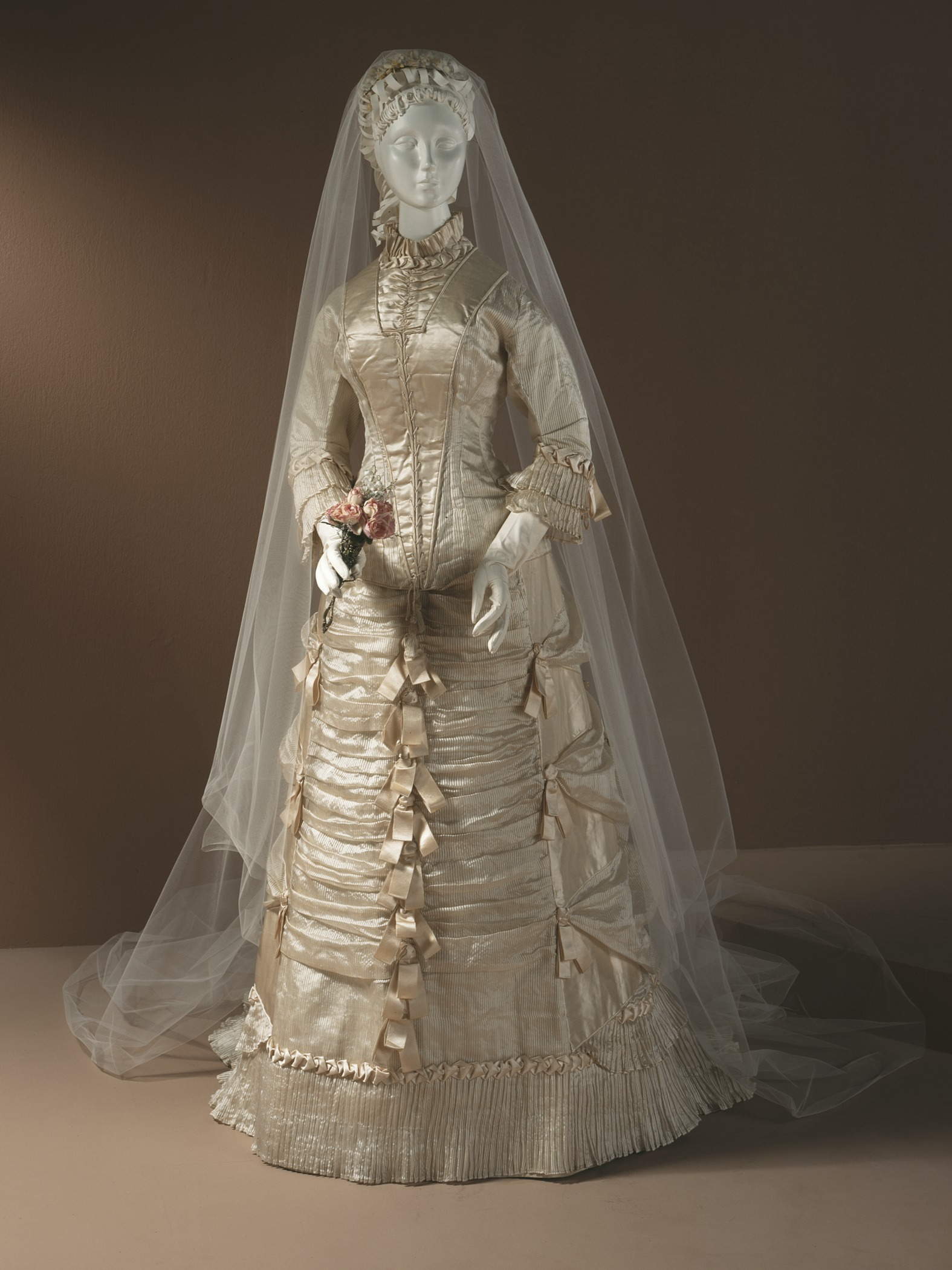
1870
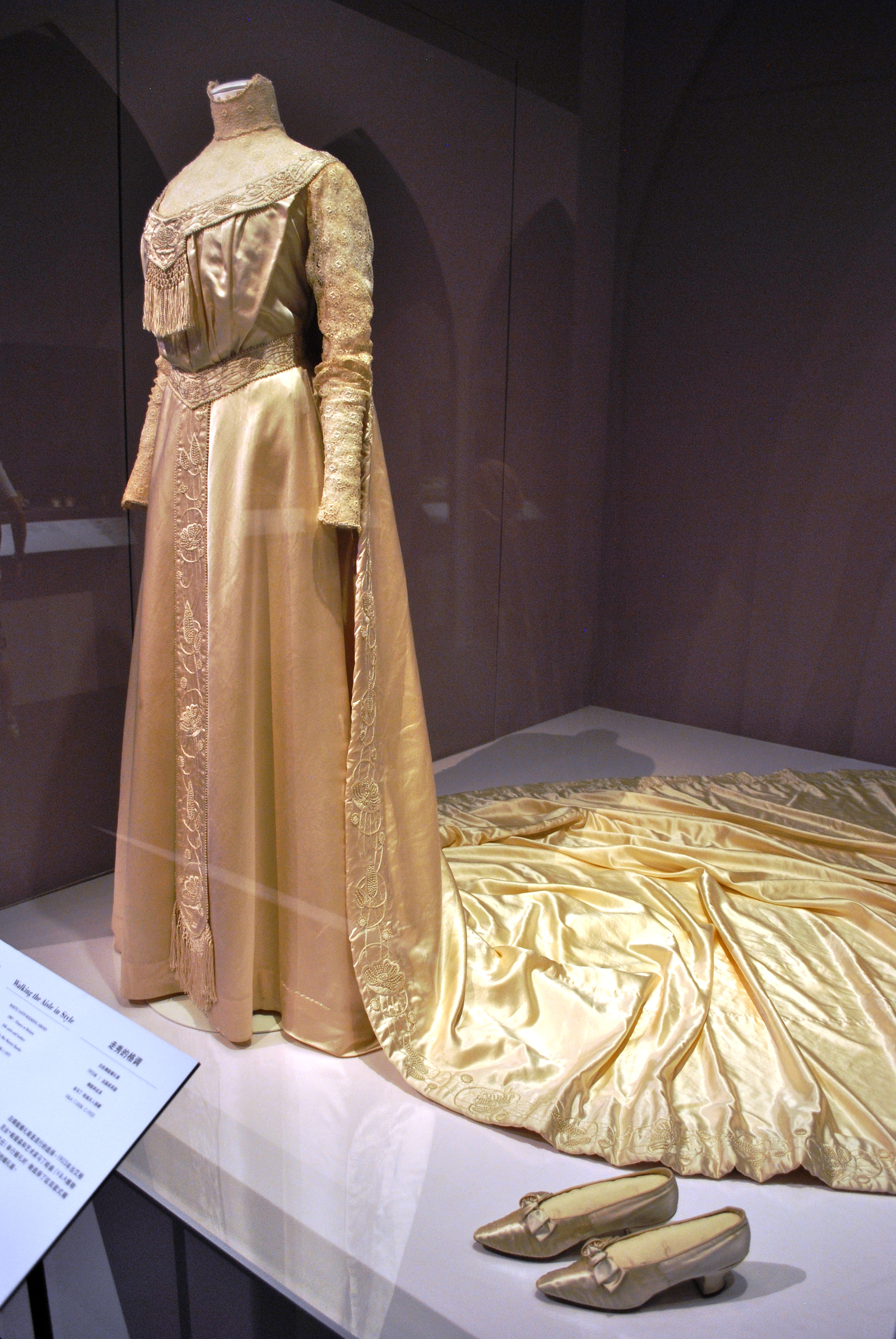
1905
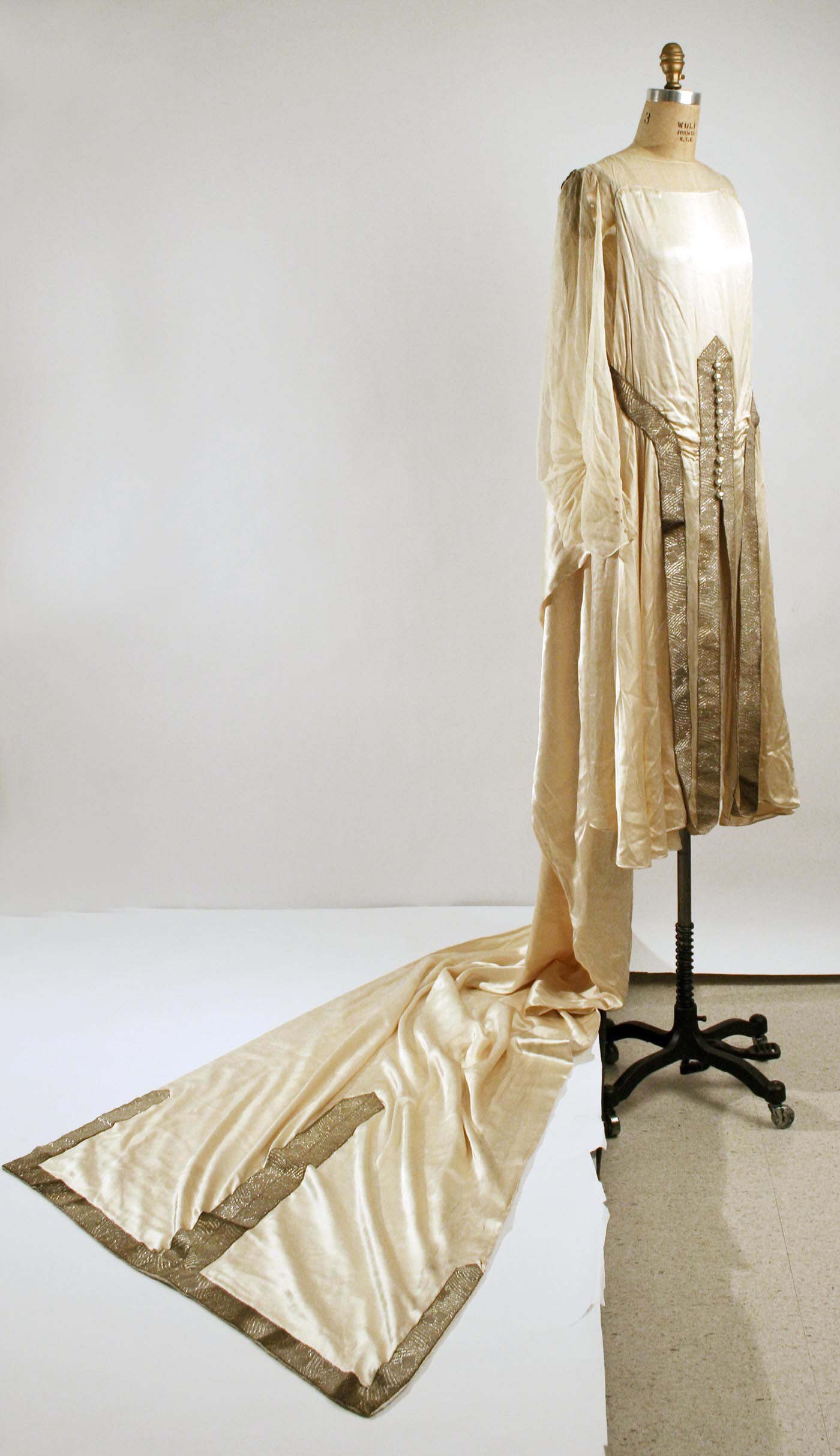
1920
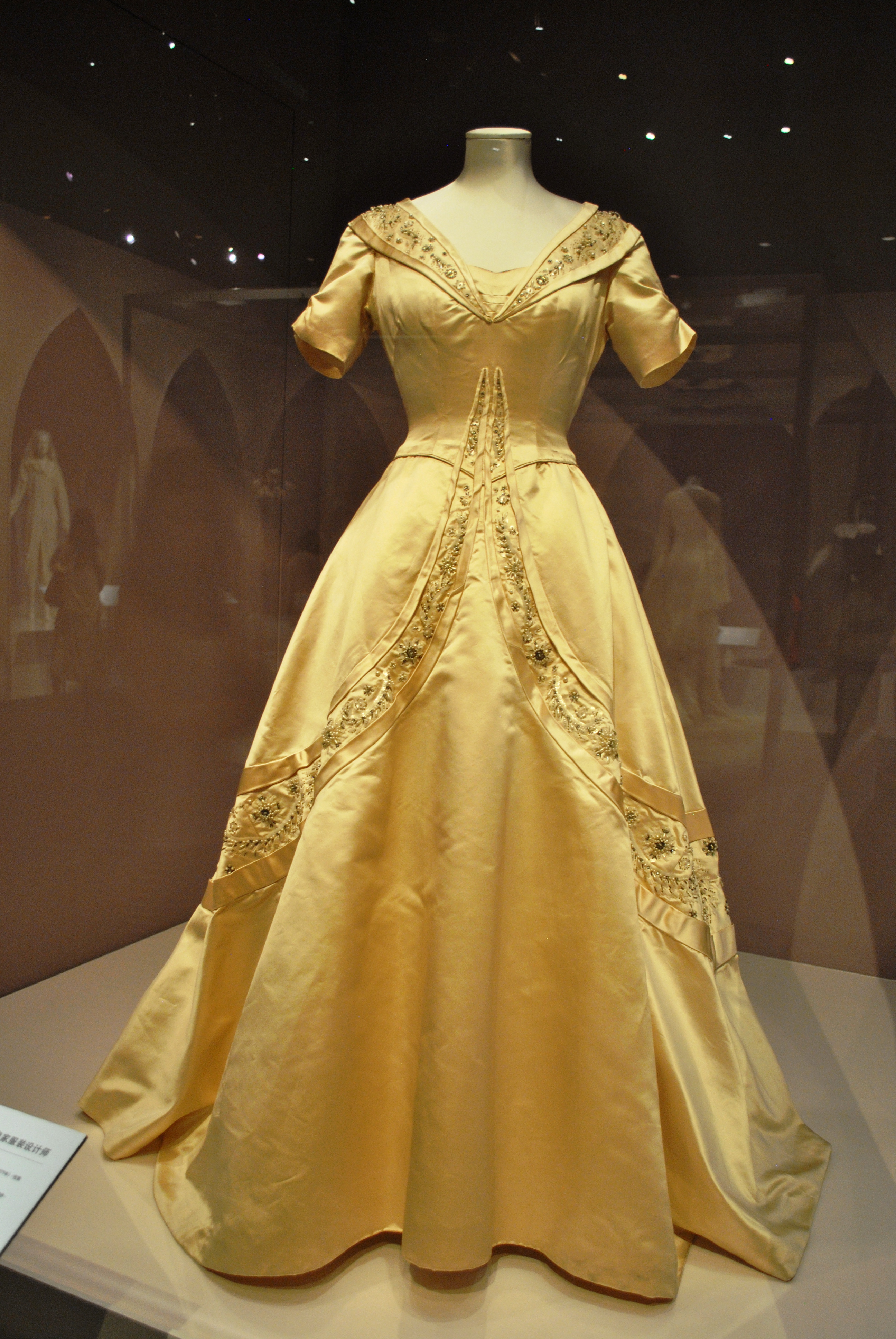
1951
2010

Tot de Eerste Wereldoorlog was bruidsmode een variant van de kleding die men overdag bij formele gelegenheden droeg. Bruidsjurken, dat wil zeggen de jurk die tijdens de huwelijksceremonie werd gedragen, waren daarom hooggesloten en hadden lange mouwen. Een 'blotere' jurk vond men ook niet gepast voor de kerkdienst. Zeker in de hogere klassen had de bruid vaak een tweede jurk voor het diner of huwelijksfeest. Toen formele dameskleding voor overdag (tenue de ville) begin 20e eeuw informeler, soberder en korter werd, veranderde het model van bruidsjurken geleidelijk. Het voorbeeld werd avondkleding; bruidsjurken gingen meer decolleté tonen en hadden geen of korte mouwen.
Pas na de Tweede Wereldoorlog ontstond er confectie voor bruidskleding. Daarvoor werd de jurk door een kleermaker, couturier of (een familielid van) de bruid op maat gemaakt. Zijde en mousseline werd in de meeste confectiejurken vervangen door goedkopere stoffen als katoen en popeline. De textielindustrie stimuleerde ook actief het gebruik van kunstvezels als nylon en rayon in bruidsjurken. Ook werd de bruidsjurk meer en meer een kledingstuk dat maar één keer gedragen zou worden; dit gold zowel voor confectie als voor couture. De modellen werden daardoor extravaganter.
In West-Europa is de witte bruidsjurk ook in de 21e eeuw onverminderd favoriet, al is de vrijheid van de bruid om haar trouwkleding naar eigen smaak te kiezen veel groter geworden. De bruidsjurk volgt in grote lijnen de veranderingen in het modebeeld. Koninklijke bruidsjurken, zoals die van Kate Middleton hebben ook invloed op bruidsmode. Vrouwen die trouwen met royalty, zoals Sarah Ferguson, dragen soms een jurk gemaakt van kostbare en zware zijden satin duchesse. Vrouwen kiezen echter ook voor andere kleuren dan wit, of voor een broekpak in plaats van een jurk. Bij 'themabruiloften' is de hele aankleding van de bruiloft gebaseerd op een thema dat bruid en bruidegom aanspreekt, zoals 'de jaren veertig' of 'het wilde westen'. In dat geval is de trouwkleding aan het thema aangepast.

### De bruidegom
Ook in het westen gaat er meer aandacht uit naar de kleding van de bruid dan die van de bruidegom. Tot in de 19e eeuw was het zo dat de bruidegom een luxe versie droeg van wat de herenmode van die tijd was. Er was wel veel aandacht voor bijzondere accessoires, zoals handschoenen, kousen, kraag en vest. In de 18e eeuw ontstond er een voorkeur voor lichtblauw als de kleur voor de bruidegom, met zilveren en witte accenten. Vanaf de 19e eeuw werd het in de hogere kringen gangbaar dat de bruidegom een zwart of grijs jacquet of rokkostuum droeg, zijn uniform als hij een militaire rang had - of gewoon zijn beste pak. Het werd lange tijd zelfs een beetje overdreven gevonden als de bruidegom speciaal voor de bruiloft een nieuw pak kocht. Het jacket wordt ook in de 21e eeuw nog gedragen maar sinds de Tweede Wereldoorlog trouwen de meeste bruidegommen in een donker kostuum, waarbij vest, das en pochet voor kleurrijke accenten kunnen zorgen. Net als bij de kleding van de bruiden is de individuele keuzevrijheid voor de bruidegom de afgelopen decennia sterk toegenomen.

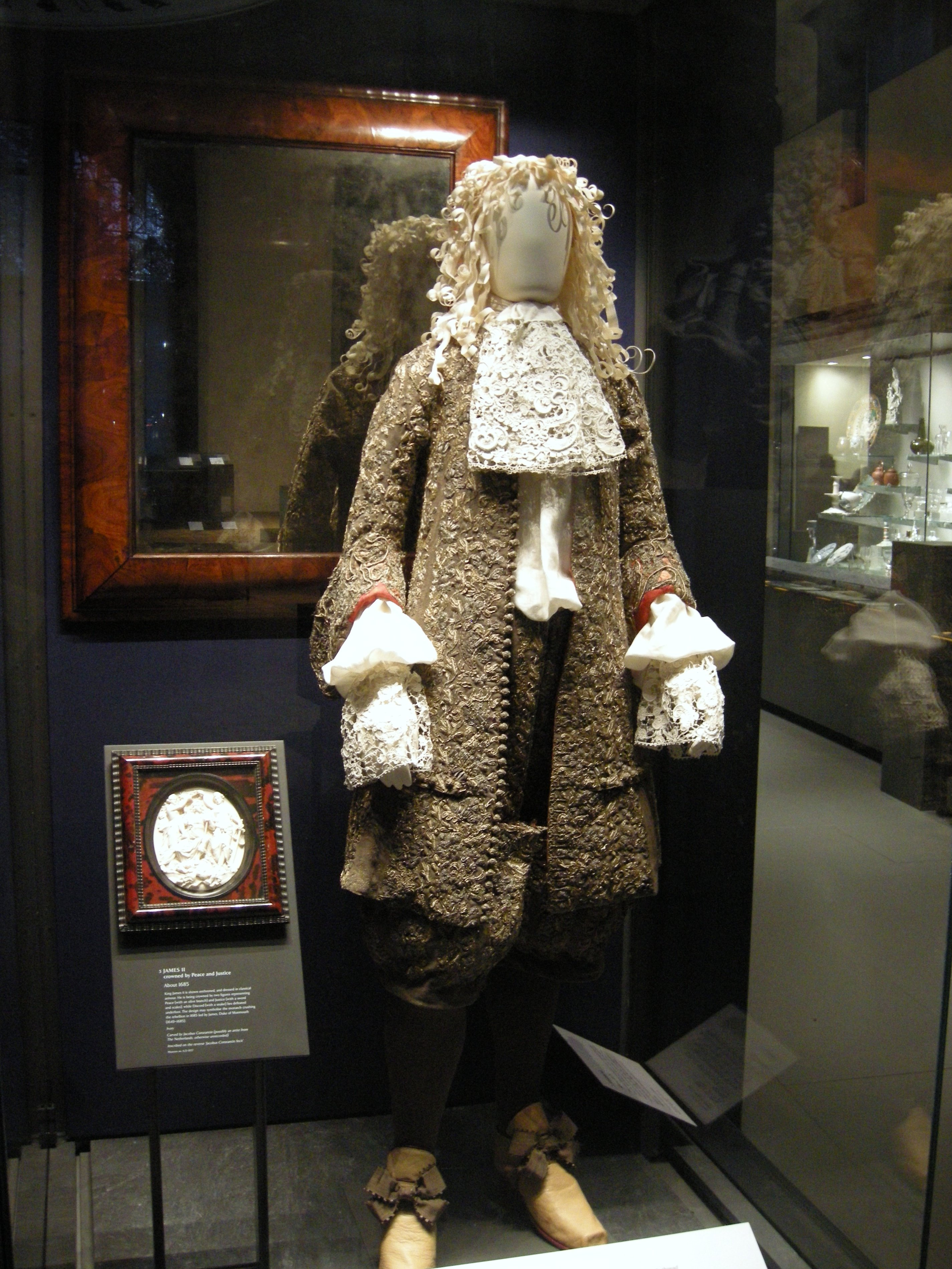
Trouwkostuum van Jacobus II, 1673
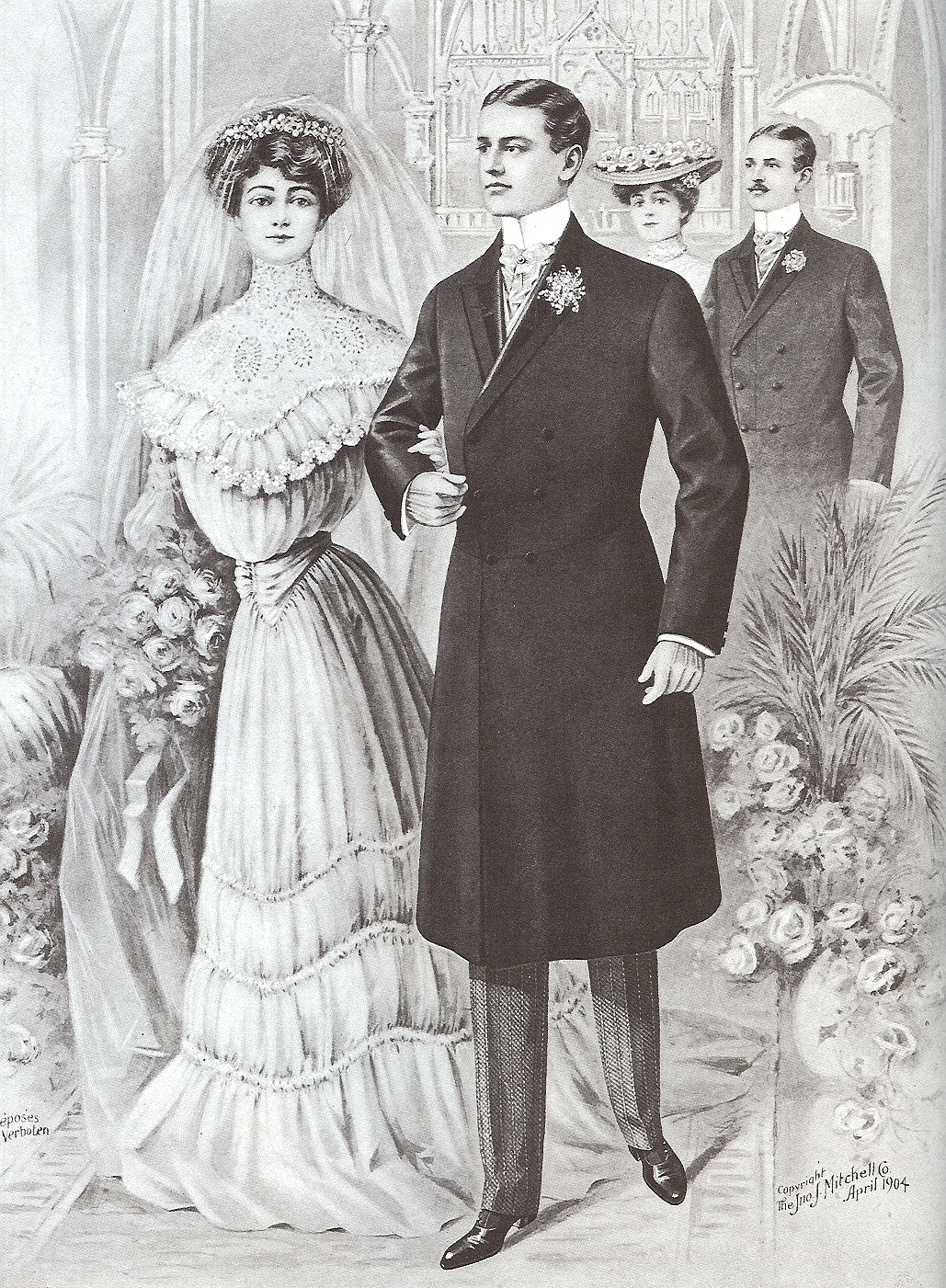
1904
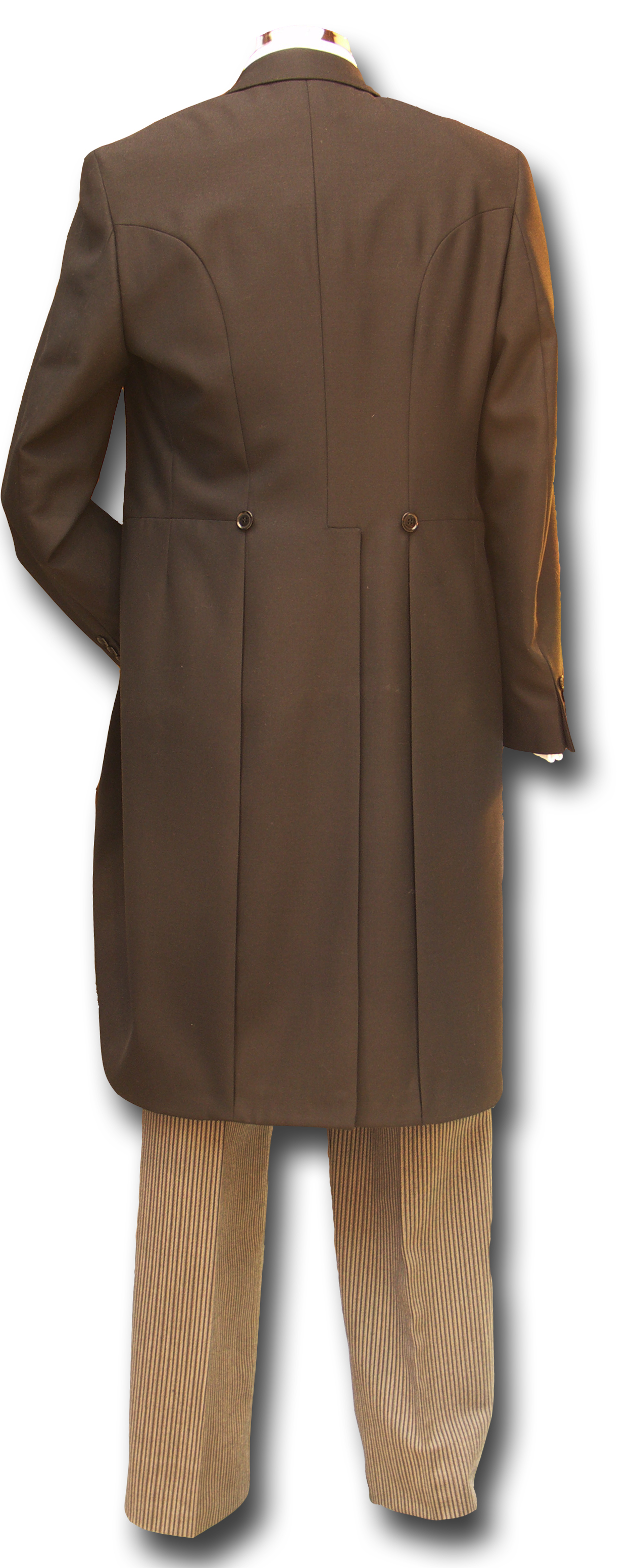
Jacquet
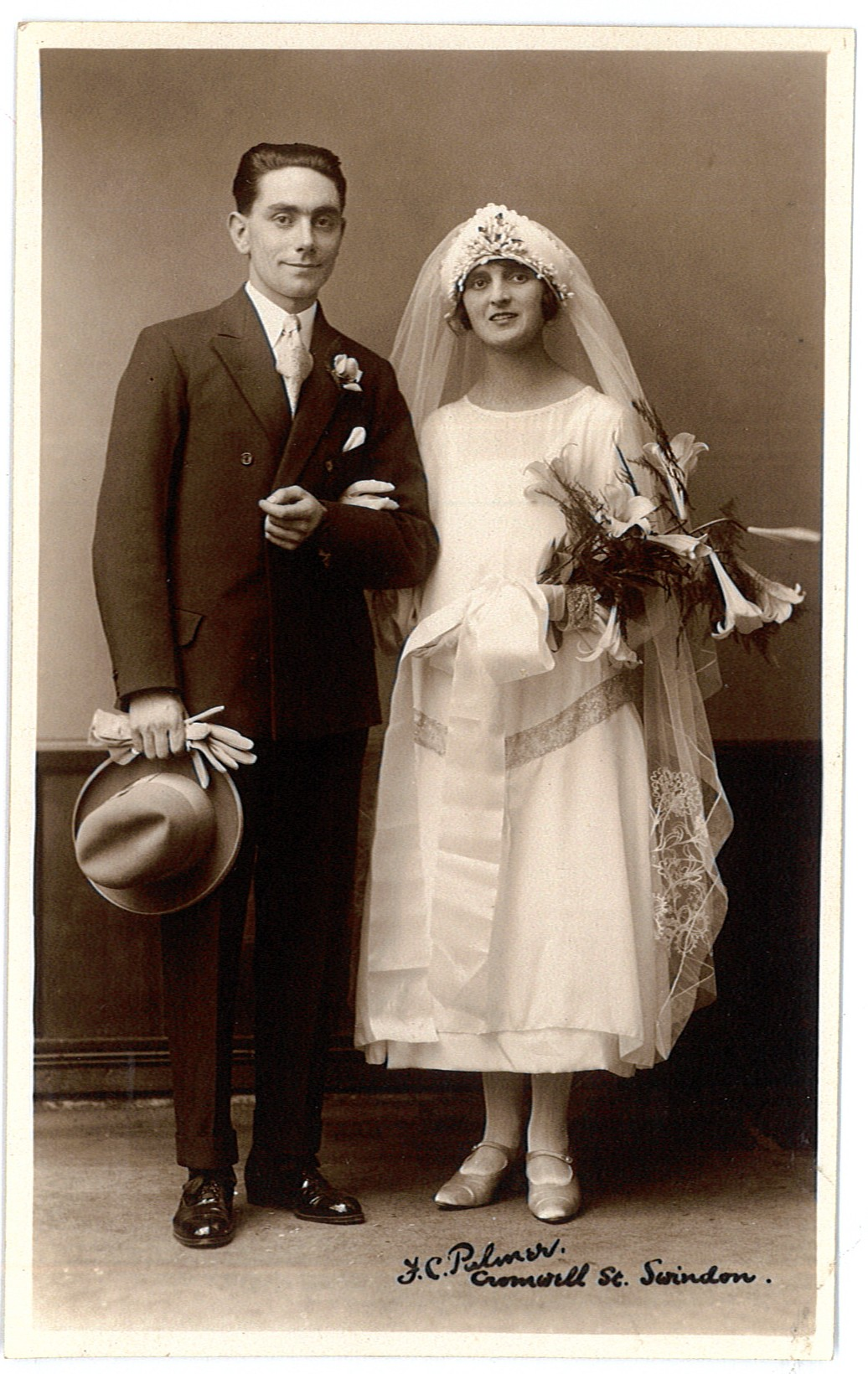
ca. 1925
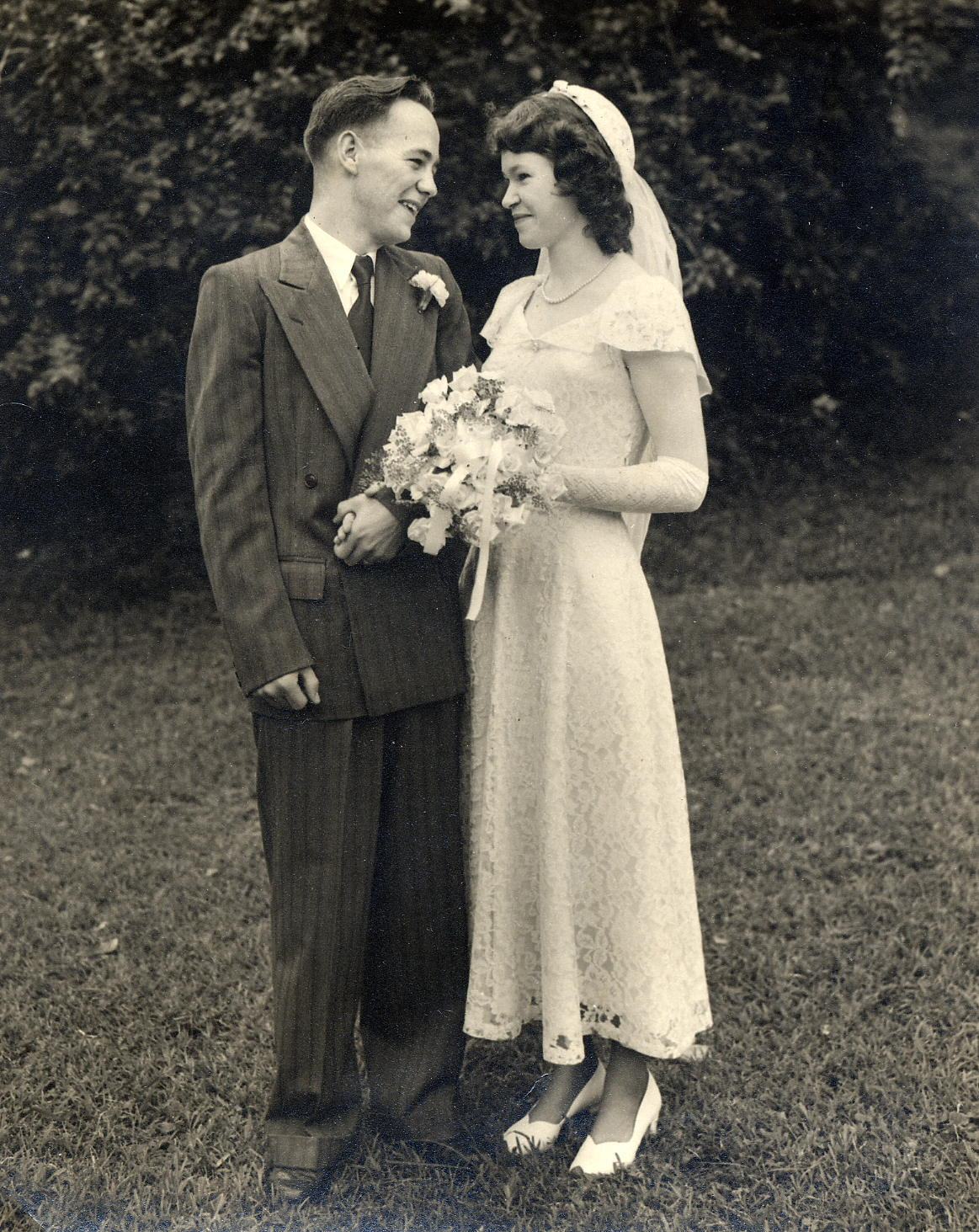
ca. 1955
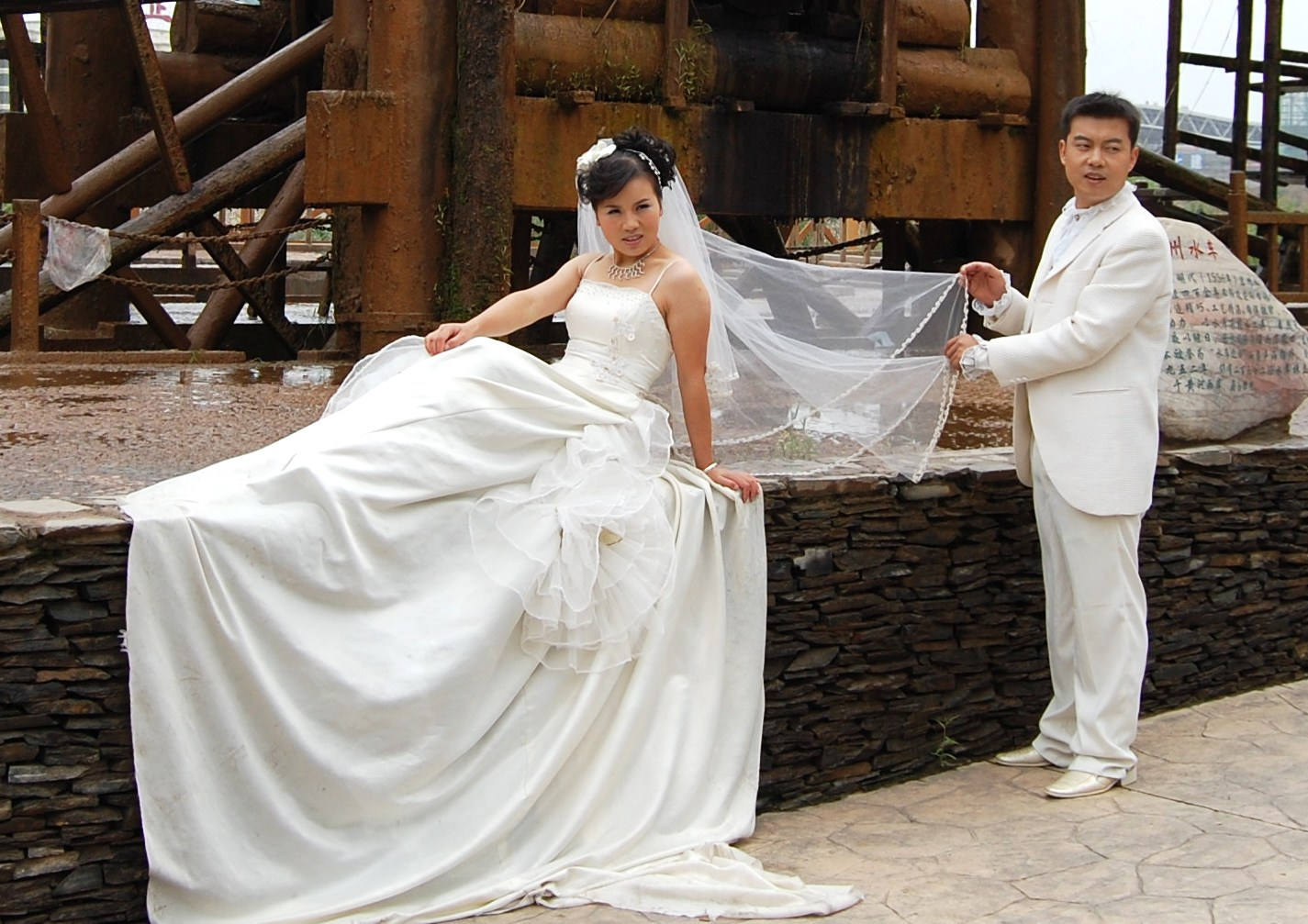
ca. 2010

## Trouwkleding en commercie
In Europa gingen vanaf circa 1800 modebladen en kranten een rol spelen bij het populariseren van trouwkleding, met name van de witte bruidsjurk. De eerste modeplaat van een bruidsjurk verscheen in 1813 in Le Journal des Dames et des Modes. In de loop van de 19e eeuw ontstond er een hele bedrijfstak rondom bruiloften; ook werden de eerste bruidsbeurzen gehouden waar onder andere kleermakers hun diensten aanboden.
Zowel in de confectie-industrie als in de haute couture is met name de kleding voor de bruid een belangrijk onderdeel van het assortiment. Grote modehuizen eindigen hun shows nog steeds vaak met de presentatie van een bruidsjurk. Tegen het eind van de 20e eeuw gingen mensen steeds meer aandacht, tijd en geld besteden aan bruiloften. Deze tendens is in het westen zichtbaar, maar ook in Azië en het Midden-Oosten; het heeft te maken met toegenomen welvaart en met het feit dat er meer individuele vrijheid is om zelf vorm te geven aan een bruiloft. Rondom de bruidsjurk is een commercieel netwerk van gespecialiseerde modewinkels, modebladen en modeshows ontstaan. De Amerikaanse socioloog Chrys Ingraham introduceerde de term 'wedding-industrial complex' voor de manier waarop kledingindustrie, humaninterestjournalistiek, tv en film een klimaat scheppen waarin mensen zich gedwongen voelen om koste wat kost de perfecte bruiloft te realiseren. Daarbij hoort dan ook perfecte kleding.
Verreweg de meeste zijden bruidsjurken worden in China gemaakt. De stad Suzhou produceert naar verluidt 80% van de zijden bruidsjurken ter wereld.